# Magiska systrar
Magiska systrar (engelska: Practical Magic) är en amerikansk romantisk fantasy-komedifilm från 1998 i regi av Griffin Dunne. Filmen är baserad på Alice Hoffmans roman Flickorna Owens från 1995. I huvudrollerna ses Sandra Bullock, Nicole Kidman, Stockard Channing, Dianne Wiest, Aidan Quinn och Goran Višnjić.

## Handling
Bland kvinnorna i familjen Owens har det sedan generationer funnits ett drag av magi. När systrarna Sally och Gillian blir föräldralösa får de istället bo hos sina mostrar i ett gammalt hus. 
När Gillian misshandlas av sin pojkvän dödar Sally honom med hjälp av giftet belladonna. Gillian kräver då att han återuppväcks från de döda. Pojkvännen återkommer till livet som en elak gengångare och dessutom utreder kriminalpolisen pojkvännens försvinnande.

## Rollista i urval
- Sandra Bullock - Sally Owens
  - Camilla Belle - Sally som barn
- Nicole Kidman - Gillian Owens
  - Lora Anne Criswell - Gillian som barn
- Goran Višnjić - James 'Jimmy' Angelov, Gillians pojkvän
- Stockard Channing - Frances Owens, Sally och Gillians moster
- Dianne Wiest - Bridget 'Jet' Owens, Sally och Gillians moster
- Aidan Quinn - Kriminalpolis Gary Hallet
- Caprice Benedetti - Maria Owens
- Evan Rachel Wood - Kylie Owens, Sallys dotter
- Alexandra Artrip - Antonia Owens, Sallys dotter
- Mark Feuerstein - Michael, Sallys make
- Peter Shaw - Jack, Sally och Gillians far
- Caralyn Kozlowski - Regina, Sally and Gillians mor
- Chloe Webb - Carla, Sallys vän och kollega
- Lucinda Jenney - Sara
- Margo Martindale - Linda Bennett
- Martha Gehman - Patty

## Musik i filmen i urval
- "If You Ever Did Believe", Stevie Nicks & Sheryl Crow
- "This Kiss", Faith Hill
- "Got to Give It Up (Pt.1)", Marvin Gaye
- "A Case of You", Joni Mitchell
- "Always on My Mind", Elvis Presley
- "Everywhere", Bran Van 3000
- "Coconut", Harry Nilsson